# 木谷隆行
木谷 隆行（きたに たかゆき、1969年8月15日 - ）は、日本のボッチャ選手。大分県ボッチャ協会 所属。

## 経歴
鹿児島県の屋久島に生まれ、脳性小児麻痺により両上下肢機能に障害を持つ。6歳の時に長崎県に移り、諫早養護学校永昌分校に転校し諫早東養護学校中学部、桜が丘養護学校高等部を卒業。
1999年にボッチャを始め、2008年の北京パラリンピックに出場するも1勝も出来ず敗退、2012年のロンドンパラリンピックには出場すらできなかった。しかし2016年6月のボッチャワールドオープン（ポルトガル）団体戦で優勝、満を持して望んだリオデジャネイロパラリンピックの混合団体（BC1-2）では決勝でタイに敗れるも銀メダルを獲得。同年10月、大分県の県民栄誉賞にあたる大分県賞詞が授与された。同年11月、長崎県の県民表彰により特別栄光賞が授与された。